# 何积丰
何积丰（1943年8月—），男，上海人，中国计算机科学家，中国科学院院士。现任华东师范大学软件学院院长，华东师范大学终身教授、博士生导师。上海嵌入式系统研究所所长。研究方向为形式化方法；高可信与信息安全；并发程序设计理论；嵌入式系统设计方法和工具；软硬件混成系统协同设计等。

## 生平
1943年8月生于上海市。他是上海最早从事计算机科学研究的人员之一，曾先后被派往斯坦福大学和牛津大学研修，取得了丰硕的成果，两次获得英国女皇奖。
1965年毕业于复旦大学数学系。1965年起在华东师范大学工作，先后任助教、讲师，1986年晋升为教授。1980年至1981年在美国斯坦福大学、旧金山大学做访问学者；1983年至1998年在英国牛津大学计算机实验室任高级研究员，1998年起任联合国大学国际软件技术研究所高级研究员。2001年以来，先后担任四个国家和上海市科研项目主持人。2002年起任华东师范大学软件学院院长，2002年成为华东师范大学首批终身教授。2005年底，他当选中国科学院院士。2007年被国家自然科学基金委聘为“可信软件基础研究”重大研究计划的首席科学家，2008年又被国家科技部聘为“海量信息的协同性和可生存性的理论与实践研究”（编号：2005CB321900）项目首席科学家，同年7月又被聘为上海市嵌入式工程中心首席科学家。

## 学术贡献
何积丰在国际刊物和国际会议上发表论文140余篇，其论文先后被SCI摘引540次，其研究成果在国际计算机科学领域产生重要影响。目前，他主持国家“973”项目下的课题和教育部重点项目多项。

## 奖项和荣誉
何积丰曾被授予“国家级有突出贡献中青年专家”称号，先后获原国家教委“优秀科技成果”奖、电子工业部科技成果一等奖。其“设计严格安全软件的完备演算系统”先后获得上海市科学技术进步一等奖和国家自然科学二等奖。
何积丰还曾获得上海市首届“五一”劳动奖章、上海市劳动模范、上海市“教学名师”和上海市“优秀共产党员”等称号，入选2005年感动上海的新闻人物。 ；2006年荣获了“上海市五一劳动奖章”、“上海市优秀共产党员”以及“上海市教学名师”称号；2007年被评为“上海市劳动模范”。

### 外国勋章奖章
- 学术棕榈骑士勋章（法国，2015年12月2日于法国驻上海总领事官邸颁发[2]）